# Sara Bonetta Forbes
Sara Bonetta Forbes (Nigeria, 1843 – Madeira, 15 agosto 1880) è stata una nobile nigeriana, di etnia Yoruba ricordata per essere diventata la figlioccia della regina Vittoria del Regno Unito e per essere la moglie dell'imprenditore africano James Pinson Labulo Davies.

## Biografia
Discendente di una nobile famiglia di etnia yoruba, Nigeria, rimase presto orfana in seguito ad un'incursione degli schiavisti del vicino regno di Dahomey. Catturata e tenuta in vita per il suo lignaggio secondo il costume locale di risparmiare gli individui di status sociale elevato, visse per qualche tempo alla corte del re Ghezo. Durante un incontro diplomatico tra il re e un capitano inglese, si decise che la bambina sarebbe stata donata agli inglesi. Poiché il capitano aveva la facoltà di dare nomi europei agli ex schiavi, la giovane venne chiamata Sara Bonetta Forbes. La Bonetta era la nave del capitano, mentre il cognome del capitano era appunto Forbes. Tutto l'equipaggio ammirava l'intelligenza viva e fuori dal comune della bambina, che all'epoca aveva poco più di otto anni. Giunti a Londra, Sara Bonetta sapeva parlare fluentemente l'inglese e dopo un breve soggiorno a casa del capitano Forbes, venne presentata a palazzo. La regina stessa, alla quale venne presentata, fu affascinata dalla sua intelligenza e dalle sue maniere raffinate e educate, tanto da pagarle gli studi in una scuola religiosa e da adottarla come figlioccia.
Fu portata per lo studio di tutte le materie, in particolare per la musica. Ricevette una dignitosa educazione, come qualsiasi ragazza di buona famiglia inglese.
Mantenne buoni rapporti con la regina per tutta la vita, anche dopo il proprio trasferimento in Africa in seguito al matrimonio.

## Il matrimonio
Nonostante la sua popolarità presso la corte e il suo rango, le venne imposto un matrimonio combinato con un facoltoso industriale africano, James Pinson Labulo Davies, matrimonio che Sara Bonetta non volle e al quale si ribellò finché non intervenne la regina in persona. Dopo il matrimonio la coppia emigrò in Africa, ma ci furono frequenti ritorni in Inghilterra. La coppia ebbe una figlia, a cui fu (per concessione della regina) dato il nome di Vittoria. La ragazza fu amata dalla monarca, che dimostrò per lei un grande affetto, diventando la sua madrina. Come la madre, Victoria Davies fu portata per lo studio della musica. Inoltre, ebbe altri due figli.

## La morte
Malata per anni, nonostante il viaggio a Madeira per garantirle un clima più salutare, ebbe continui problemi causati dalla tubercolosi, contratta per la sua debole salute. Morì per questo a Madeira. 
Aveva 37 anni.